# 688 (szám)
A 688 (hatszáznyolcvannyolc, római számmal: DCLXXXVIII) egy természetes szám.

## A szám a matematikában
A tízes számrendszerbeli 688-as a kettes számrendszerben 1010110000, a nyolcas számrendszerben 1260, a tizenhatos számrendszerben 2B0 alakban írható fel. A szám a 687 és a 689 közé eső természetes szám.
A 688 páros szám, normálalakban a 6,88 · 102 szorzattal írható fel. Prímfelbontása: 24 · 431. Tíz osztója van: 1, 2, 4, 8, 16, 43, 86, 172, 344 és 688.
A 688 négyzete 473 344, köbe 325 660 672, négyzetgyöke 26,22975, köbgyöke 8,82801, reciproka 0,0014535.